# 马林哈弗
马林哈弗是德国下萨克森州的一个市镇。总面积4.06平方公里，总人口2115人，其中男性952人，女性1163人（2011年12月31日），人口密杜521人/平方公里。